# Валлінфреда
Валлінфреда (італ. Vallinfreda) — муніципалітет в Італії, у регіоні Лаціо,  метрополійне місто Рим-Столиця.
Валлінфреда розташована на відстані близько 50 км на північний схід від Рима.
Населення — 281 особа (2014).

## Демографія
Населення за роками:

Станом на 1 січня 2023 року в муніципалітеті офіційно проживали 33 іноземці з 6 країн, серед них 26 громадян країн Євросоюзу.

## Сусідні муніципалітети
- Чинето-Романо
- Орикола
- Орвініо
- Перчиле
- Ріофреддо
- Віваро-Романо